# Pastor S. Obligado
Pastor Servando Obligado (Buenos Aires, 26 de octubre de 1841-Buenos Aires, 2 de julio de 1924) fue un escritor, abogado y militar argentino. Fue hijo de Pastor Obligado, primer Gobernador constitucional de la Provincia de Buenos Aires.
Nació en el seno de una familia terrateniente de Buenos Aires, lo que le permitió estudiar leyes y dedicarse a la escritura. Entre 1888 y 1920 publicó sus memorias en una serie de libros titulados como Tradiciones de Buenos Aires, Tradiciones y recuerdos y Tradiciones argentinas. Estas obras reúnen gran cantidad de anécdotas y relatos que recogen las costumbres de la vida cotidiana de la época.
Además de libros también escribió en diversas publicaciones entre las que se encuentran La Revista de Buenos Aires, Correo de Ultramar, Atlántida, Caras y Caretas, La Nación, La República, El Nacional, La Tribuna y La Razón.
Además de su carrera como escritor, también tuvo un paso por el ejército, participando, en septiembre de 1861, en la batalla de Pavón y más tarde, como capitán, en la Guerra de la Triple Alianza.
Fue miembro de organizaciones como el Club del Progreso, la Liga Patriótica Argentina, y formó parte de instituciones como el Círculo Literario, la Real Academia Española y la Junta de Historia y Numismática Americana.
En 1937 su fondo documental fue donado a la Biblioteca Nacional junto a una gran cantidad de libros y folletos que se encuentran integrados en las colecciones de Libros y Tesoro de la Biblioteca Nacional.